# Хасиев, Кямиль Таджид оглы
Кямиль Таджид оглы Хасиев (азерб. Kamil Tacid oğlu Xasiyev; род. 15 апреля 1968, Баку) — азербайджанский дипломат. Посол Азербайджана в Сербии.

## Биография
Родился 15 апреля 1968 года в Баку. В 1990 году окончил Военный институт Министерства обороны СССР, факультет восточных исследований. В 1993 году прошёл дипломатические курсы Лидсского университета. В 2000 году прошёл курсы по международной безопасности Гарвардского университета.
С 1990 по 1991 год — переводчик с амхарского языка военной миссии СССР в Эфиопии. 
С 1991 по 1992 год являлся переводчиком английского языка в военном образовательном центре Баку.
С 1993 по 1995 год — атташе, третий секретарь департамента международных организаций МИД Азербайджана.
С 1995 по 1998 год — второй секретарь посольства Азербайджана в Бельгии.
С 1998 по 2001 год — первый секретарь, глава отдела департамента международных организаций МИД Азербайджана.
С 2001 по 2004 год — советник посольства Азербайджана в Австрии.
5 октября 2004 года присвоен ранг чрезвычайного и полномочного посла.
С 5 октября 2004 по 24 ноября 2010 — постоянный представитель миссии Азербайджана при НАТО. Постоянный представитель Азербайджана при ОЗХО (5 октября 2004 — 16 мая 2007).
Посол Азербайджана в Хорватии (24 ноября 2010 — 8 декабря 2017).
С 2018 по 2021 год — директор департамента региональной безопасности МИД Азербайджана.
Посол Азербайджана в Сербии (с 23 июля 2021). Одновременно является послом Азербайджана в Черногории (с 25 января 2022) и Северной Македонии (с 1 февраля 2023).
Владеет амхарским, хорватским, английским, французским, русским, сербским языками.

## Награды
- Орден Князя Бранимира с шейной лентой (2017 год, Хорватия)[11].